# Lachnodiopsis
Lachnodiopsis är ett släkte av insekter. Lachnodiopsis ingår i familjen ullsköldlöss.
Kladogram enligt Catalogue of Life:
| Lachnodiopsis | \| \| Lachnodiopsis humboldtiae \| \| \| \| \| \| Lachnodiopsis szemaoensis \| \| \| \| |
|               | \| \| Lachnodiopsis humboldtiae \| \| \| \| \| \| Lachnodiopsis szemaoensis \| \| \| \| |
|               | Lachnodiopsis humboldtiae                                                               |
|               |                                                                                         |
|               | Lachnodiopsis szemaoensis                                                               |
|               |                                                                                         |